# Gozo (stato indipendente)
L'isola di Gozo, attualmente parte di Malta, fu un governo autonomo per quasi tre anni dal 1798 al 1801 nel corso delle Guerre rivoluzionarie francesi, sotto l'autorità del Regno di Sicilia. 
Questo breve periodo è stato definito dagli storici come La Nazione Gozitana, dal momento che Gozo si pose sotto Ferdinando III di Sicilia col governo provvisorio guidato da Saverio Cassar, che ne divenne il governatore generale.

## Storia
Sino al 10 giugno 1798, Malta e Gozo erano state amministrate dai Cavalieri Ospitalieri. Quando Napoleone riuscì a estromettere i cavalieri dalle isole nella Campagna del Mediterraneo del 1798, i francesi stabilirono delle loro guarnigioni in diversi luoghi di Malta, come pure a Gozo, presso le sue principali fortificazioni, la Cittadella e Fort Chambray.
Il 2 settembre 1798, i maltesi si ribellarono contro i francesi a Mdina, richiedendo a gran voce il ritorno del governo del "Regno di Sicilia". I gozitani si rivoltarono in massa il giorno successivo. L'arciprete e parroco della città di Rabat, Saverio Cassar, venne prescelto quale capo della rivolta il 18 settembre. Il quartier generale dei ribelli venne posto a Banca Giuratale (attualmente sede del consiglio di Victoria). Cassar organizzò la dejma e raccolse il denaro necessario a supportare le truppe al suo comando. I partigiani pro-francesi vennero arrestati, tra cui tre canonici.
La guarnigione francese rimase fuori dalla Cittadella e da Fort Chambray sino alla capitolazione il 28 ottobre dopo alcuni negoziati condotti con l'aiuto dell'ufficiale inglese Alexander Ball. I 217 soldati francesi si accordarono coi maltesi per la resa senza combattere e trasferirono il possesso dell'isola e delle sue fortificazioni, di 24 cannoni, di una grande quantità di munizioni e di 3200 sacchi di farina agli inglesi che con le navi della Royal Navy stazionavano nelle acque circostanti.
Il giorno successivo, gli inglesi trasferirono il controllo della Cittadella e del resto dell'isola ai gozitani. Il popolo dichiarò Ferdinando III, re di Sicilia come proprio monarca ed organizzò un governo provvisorio guidato da Saverio Cassar, che divenne governatore generale dell'isola. Il governo provvisorio includeva diversi rappresentanti inglesi e maltesi e la loro prima azione fu quella di distribuire il cibo catturato ai francesi ai 16.000 abitanti dell'isola. La bandiera siciliana venne posta nel punto più alto di Gozo e da Napoli giunsero ulteriori munizioni come primo gesto di vicinanza di re Ferdinando ai suoi nuovi sudditi.
Il 29 ottobre, Cassar inviò una richiesta al pontefice perché a Gozo venisse istituita una diocesi separata da quella di Malta, ma la sua petizione non venne accolta se non il 22 settembre 1864, 65 anni dopo la sua richiesta. Nel periodo di governo di Gozo da parte di Cassar, egli provvedette all'organizzazione dell'amministrazione locale, riaprì i tribunali ed elesse nuovi giuristi.
Quando la guarnigione francese de La Valletta si arrese nel settembre del 1800, Malta divenne un protettorato britannico. Cassar continuò a governare Gozo in maniera indipendente sino al 20 agosto 1801, quando il commissario civile inglese Charles Cameron non lo rimosse dalla sua posizione. Emmanuele Vitale, altro leader dell'insurrezione maltese, divenne governatore, sovrintendente e direttore sanitario di Gozo, posto che mantenne sino alla propria morte quattordici mesi dopo.
Il 16 dicembre 1805, Cassar morì all'età di 58 anni.